# Codakia orbicularis
Codakia orbicularis är en musselart som först beskrevs av Carl von Linné 1758.  Codakia orbicularis ingår i släktet Codakia och familjen Lucinidae. Inga underarter finns listade i Catalogue of Life.